# Abbacadabra (Band)
Abbacadabra (Kofferwort aus ABBA und Abracadabra) war eine britische Popgruppe in den 1990er Jahren, die 1992 im Zuge des ABBA-Revivals entstand.

## Hintergrund
Die Gruppe bestand aus Martyn Norris und Richard Cottle. Die Musik von Abbacadabra waren speziell für den Dancefloor produzierte Coverversionen alter ABBA-Hits. Größter Erfolg war ihr Version des ABBA-Klassikers Dancing Queen, mit der sie im September 1992 die britischen Charts erreichten.